# Pia Kästner

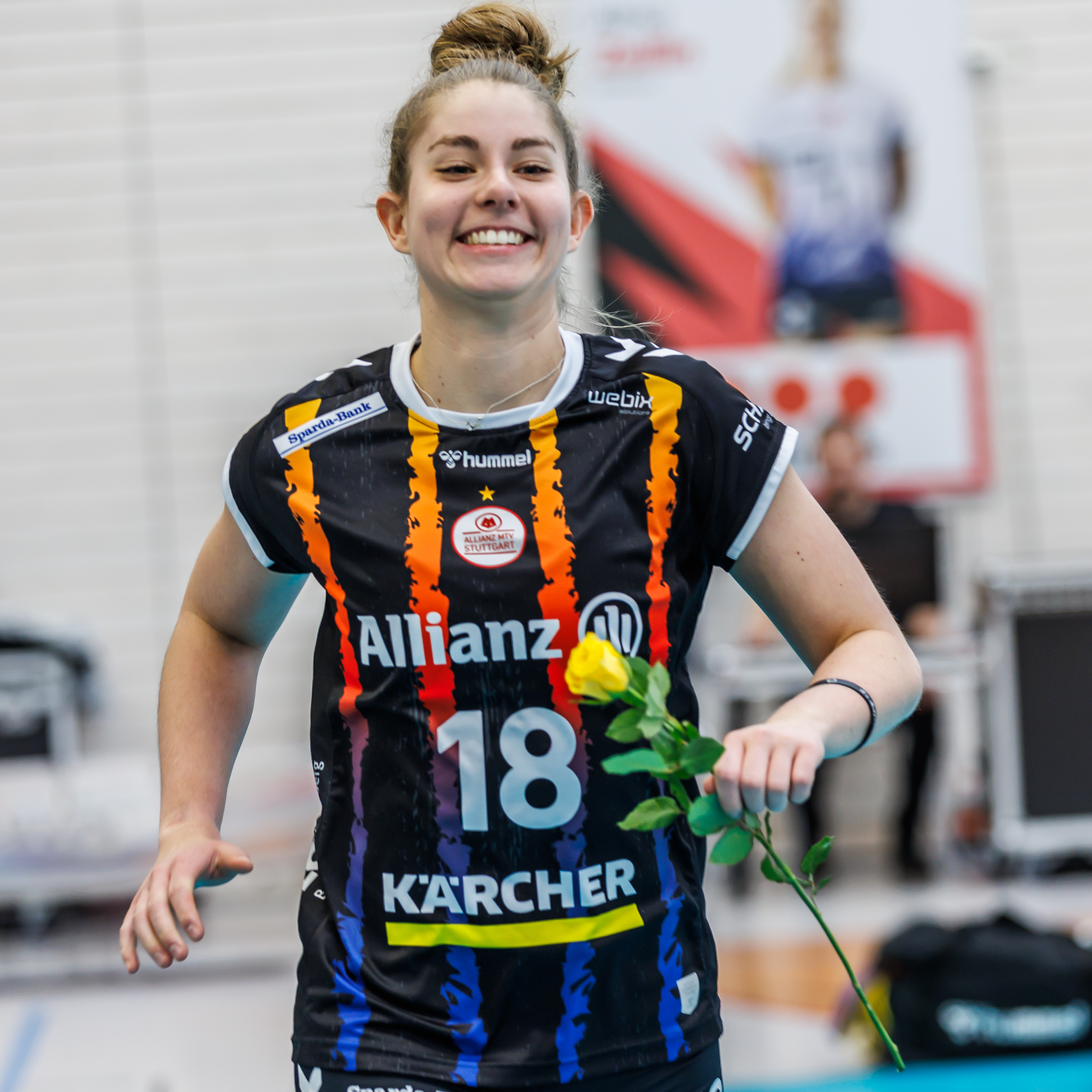
Pia Kästner zawodniczką Allianzu MTV Stuttgart w sezonie 2024/2025

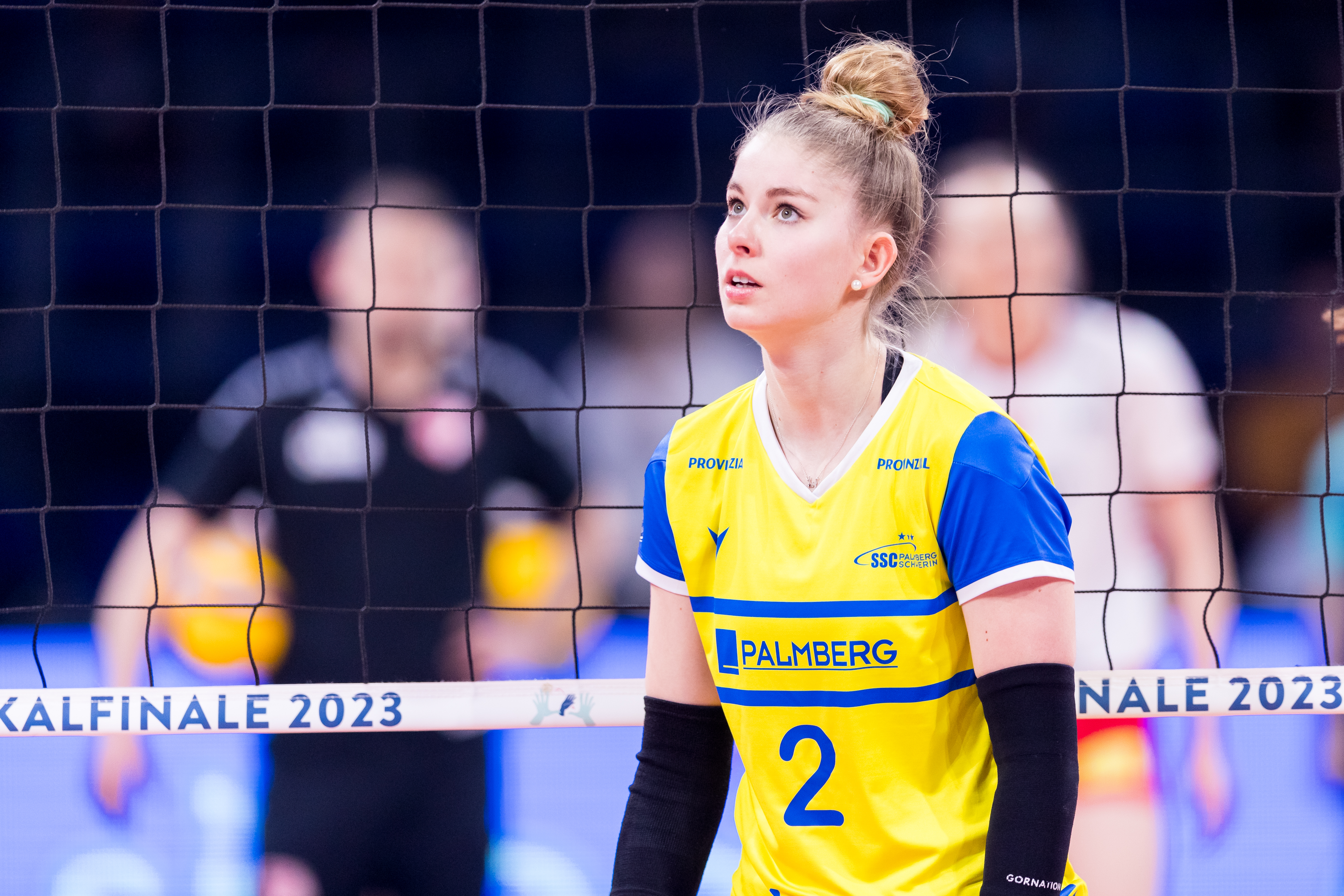
Pia Kästner zawodniczką SSC Palmberg Schwerin w sezonie 2022/2023

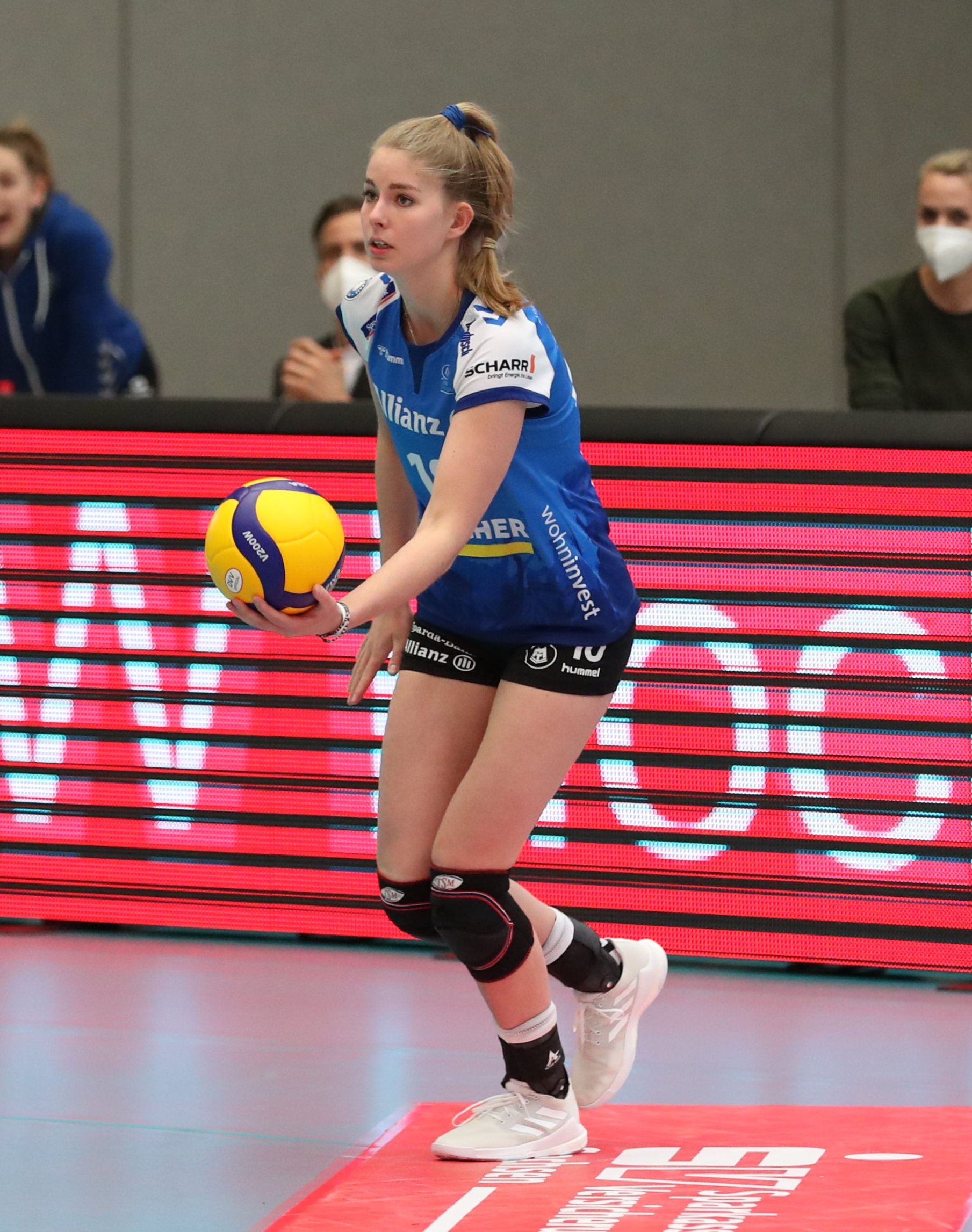
Pia Kästner zawodniczką Allianzu MTV Stuttgart w sezonie 2020/2021

Pia Kästner (ur. 29 czerwca 1998 w Eisenhüttenstadt) – niemiecka siatkarka, reprezentantka kraju, grająca na pozycji rozgrywającej.

## Kariera klubowa
| Kariera juniorska      | Kariera juniorska                      | Kariera juniorska | Kariera juniorska | Kariera juniorska | Kariera juniorska | Kariera juniorska | Kariera juniorska | Kariera juniorska | Kariera juniorska | Kariera juniorska |
| ---------------------- | -------------------------------------- | ----------------- | ----------------- | ----------------- | ----------------- | ----------------- | ----------------- | ----------------- | ----------------- | ----------------- |
| Lata                   | Klub                                   |                   |                   |                   |                   |                   |                   |                   |                   |                   |
| 2013–2017              | VC Olympia Berlin                      |                   |                   |                   |                   |                   |                   |                   |                   |                   |
| Kariera seniorska      |                                        |                   |                   |                   |                   |                   |                   |                   |                   |                   |
| Lata                   | Klub                                   |                   |                   |                   |                   |                   |                   |                   |                   |                   |
| 2017–2021              | Allianz MTV Stuttgart                  |                   |                   |                   |                   |                   |                   |                   |                   |                   |
| 2021–2022              | ASPTT Mulhouse                         |                   |                   |                   |                   |                   |                   |                   |                   |                   |
| 2022–2024              | SSC Palmberg Schwerin                  |                   |                   |                   |                   |                   |                   |                   |                   |                   |
| 2024–2024 (do 11.2024) | Megabox Ondulati Del Savio Vallefoglia |                   |                   |                   |                   |                   |                   |                   |                   |                   |
| 2024– (od 15.12.2024)  | Allianz MTV Stuttgart                  |                   |                   |                   |                   |                   |                   |                   |                   |                   |

## Sukcesy klubowe
Liga niemiecka:
- 2019[8]
- 2018, 2021, 2024[9]

Superpuchar Francji:
- 2021[10]

Liga francuska:
- 2022[11]

Puchar Niemiec:
- 2023[12]

## Udział siatkarki w międzynarodowych turniejach w reprezentacji Niemiec[13][14]
| Turniej                     | Miejsce                            | Rok                        |
| --------------------------- | ---------------------------------- | -------------------------- |
| Mistrzostwa Europy Kadetek  | 6. miejsce                         | 2015                       |
| Mistrzostwa Świata Kadetek  | 6. miejsce                         | 2015                       |
| Mistrzostwa Europy Juniorek | 7. miejsce                         | 2016                       |
| Liga Narodów                | 8. miejsce 10. miejsce 11. miejsce | 2023 2019, 2021, 2022 2018 |
| Mistrzostwa Świata          | 11. miejsce 14. miejsce            | 2018 2022                  |
| Mistrzostwa Europy          | 6. miejsce 11. miejsce 12. miejsce | 2019 2021 2023             |